# Нюрнберзька фортеця
Ню́рнберзька форте́ця (нім. Nürnberger Burg) — пам'ятка середньовічної архітектури на півночі Нюрнберга, Баварія. Належить до числа найвидатніших архітектурних і культурних пам'яток Німеччини.
Розташована на північ від річки Пегніц на вершині скелі, що підноситься над Зебальдським Старим містом (Sebalder Altstadt). Складається з Імператорської фортеці (Kaiserburg) у західній і Бургграфської фортеці (Burggrafenburg) та будівель Імператорського міста («Reichsstädtische Bauten») у східній частині.

## Історія

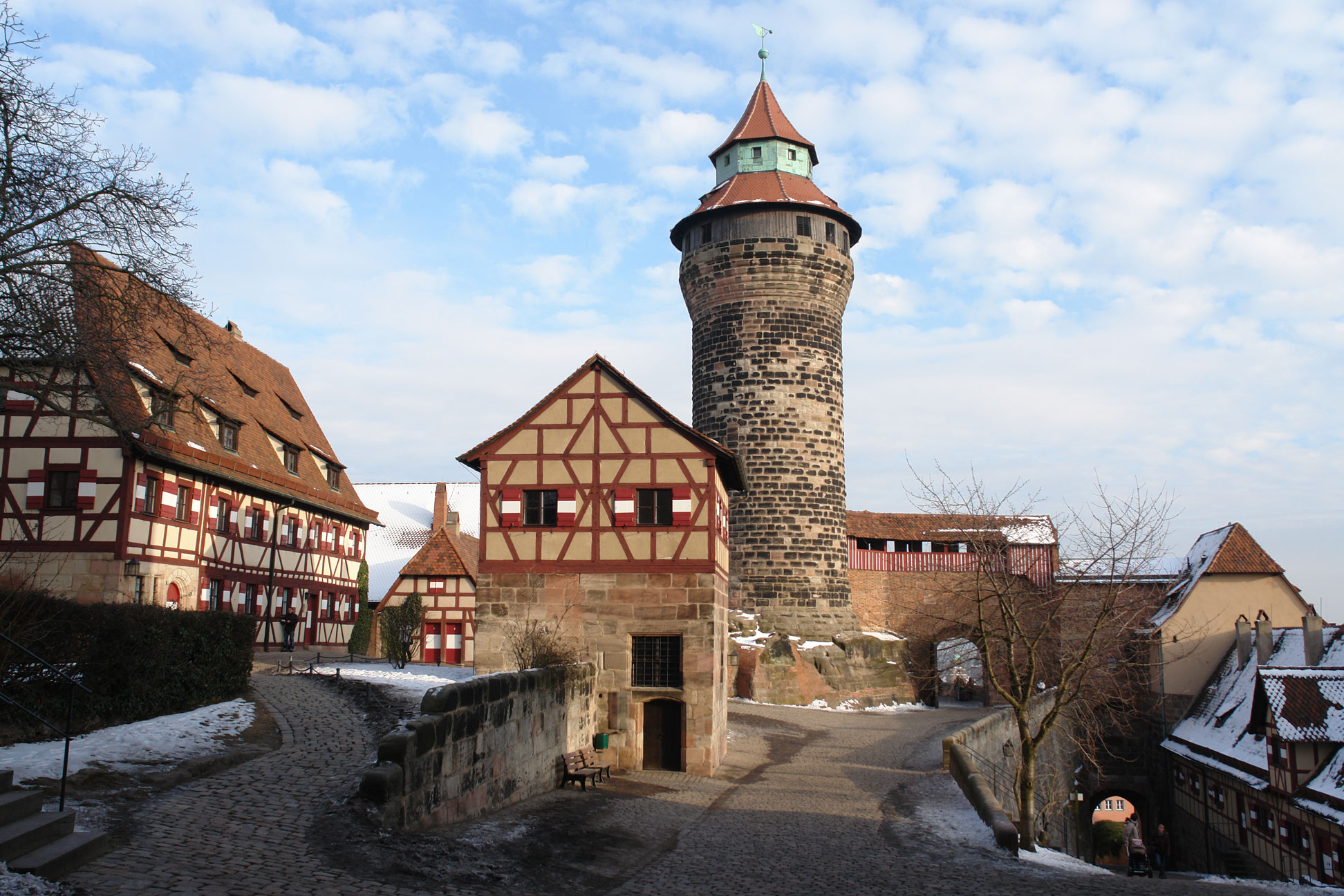
Tiefer Brunnen («глибокий колодязь», невеликий будинок з двосхилим дахом у центрі) і вежа Sinwellturm.

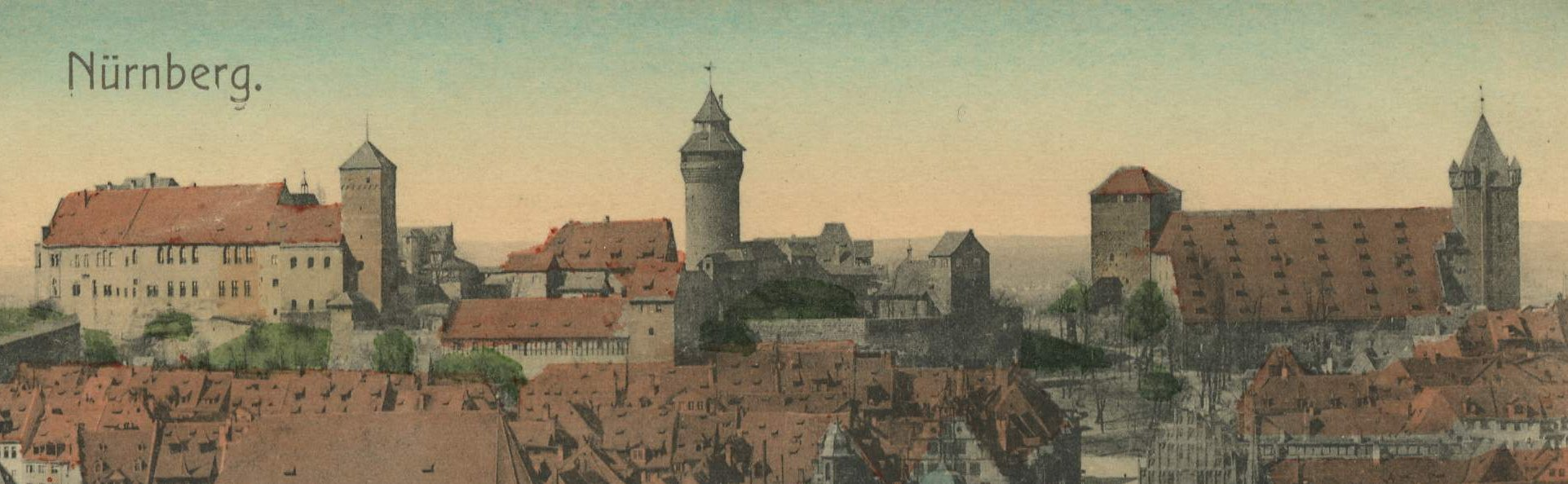
Нюрнберзька фортеця, 1900

Під час археологічних досліджень поховань на території фортеці були знайдені сліди поселень, заснованих раніше 1000 року. Було виявлено фундамент круглої сторожової вежі з товщиною стін понад два метри, який представниками Баварського управління культурної спадщини був датований близько 1000 року н. е.
Перша згадка про місто датується 1050 роком, коли Генріх III відвідав місто. Замок постає у документах лише у 1105 році.
У 1140 році король Конрад III почав будівництво другого замку на місці заснування королівської резиденції.
У XIII столітті Нюрнберг став Імператорським вільним містом і на нього були покладені обов'язки утримання замку. У 1377 році розпочато зведення Спостережної вежі (нім. Luginsland).
На початку XIX століття фортеця перебувала в занедбаному стані, тому у другій чверті століття були вжиті заходи із збереження пам'ятки.
Фортечні споруди були пошкоджені під час бомбардувань Нюрнберга силами союзників у Другій світовій війні (1944–1945). Після війни під керівництвом Рудольфа Естерера та Юлія Лінке фортеця була відновлена в історичному вигляді, у тому числі вежа Luginsland, яка була повністю зруйнована.
Сьогодні східні муніципальні будівлі замку (Kaiserstallung і Luginsland) використовуються як хостел.
Південніше підніжжя скелі знаходиться будинок Альбрехта Дюрера, у якому відомий художник народився і провів частину свого життя.